# Greniera fabri
Greniera fabri är en tvåvingeart som beskrevs av Doby och David 1959. Greniera fabri ingår i släktet Greniera och familjen knott. Inga underarter finns listade i Catalogue of Life.